# I liga 1955-1956 (pallacanestro maschile)
La I liga 1955-1956 è stata la 22ª edizione del massimo campionato polacco di pallacanestro maschile. La vittoria finale è stata ad appannaggio del Legia Varsavia.

## Risultati

### Stagione regolare
|     | Squadra          | G  | V  | P  | PF   | PS   | Pt. | Qualificazione        |
| --- | ---------------- | -- | -- | -- | ---- | ---- | --- | --------------------- |
| 1.  | Legia Varsavia   | 18 | 14 | 4  | 1322 | 1071 | 32  |                       |
| 4.  | Wisła Cracovia   | 18 | 13 | 5  | 1195 | 1095 | 31  |                       |
| 3.  | Lech Poznań      | 18 | 12 | 6  | 1266 | 1128 | 30  |                       |
| 4.  | AZS Varsavia     | 18 | 12 | 6  | 1252 | 1087 | 30  |                       |
| 5.  | Polonia Varsavia | 18 | 10 | 8  | 1272 | 1232 | 28  |                       |
| 6.  | AZS Toruń        | 18 | 10 | 8  | 1165 | 1191 | 28  |                       |
| 7.  | ŁKS Łódź         | 18 | 7  | 11 | 1083 | 1136 | 25  |                       |
| 8.  | Spójnia Danzica  | 18 | 6  | 12 | 958  | 1169 | 24  |                       |
| 9.  | Społem Łódź      | 18 | 3  | 15 | 966  | 1139 | 21  | retrocesse in II liga |
| 10. | Wybrzeże Danzica | 18 | 3  | 15 | 1075 | 1302 | 21  | retrocesse in II liga |

| I liga 1955-1956         |
| ------------------------ |
| Legia Varsavia 1º titolo |

## Formazione vincitrice
| N° | Naz.               | Ruolo | Sportivo            |  | Alt. |  |
| -- | ------------------ | ----- | ------------------- |  | ---- |  |
|    | Polonia (bandiera) | C     | Jan Appenheimer     |  |      |  |
|    | Polonia (bandiera) | G     | Jędrzej Bednarowicz |  |      |  |
|    | Polonia (bandiera) |       | Władysław Buczak    |  |      |  |
|    | Polonia (bandiera) |       | Marian Golimowski   |  |      |  |
|    | Polonia (bandiera) | C     | Leszek Kamiński     |  | 186  |  |
|    | Polonia (bandiera) |       | Kazimierz Lubelski  |  |      |  |
|    | Polonia (bandiera) |       | Stefan Majer        |  |      |  |
|    | Polonia (bandiera) |       | T. Kłos             |  |      |  |
|    | Polonia (bandiera) | C     | Władysław Pawlak    |  | 197  |  |
|    | Polonia (bandiera) |       | Mirosław Popławski  |  |      |  |
|    | Polonia (bandiera) |       | Zdzisław Popławski  |  |      |  |
|    | Polonia (bandiera) | G     | Andrzej Pstrokoński |  | 185  |  |
|    | Polonia (bandiera) |       | Ryszard Żochowski   |  |      |  |
|    | Polonia (bandiera) | All.  | Tadeusz Ulatowski   |  |      |  |